# Shelby Houlihan
Shelby Houlihan (Sioux City, Iowa; 8 de febrero de 1993) es una atleta estadounidense, especialista en carreras de media y larga distancia. El 11 de junio de 2021, Houlihan fue suspendida del deporte profesional durante 4 años tras una infracción antidopaje, tras dar positivo en nandrolona, que fue confirmada por el TAS en apelación.

## Carrera
Shelby Houlihan nació en Sioux City, en el estado de Iowa. Su madre y su tío eran corredores de competición, al igual que su hermanastra. Reside en Portland (Oregón).
Estudió en el East High School de Sioux City. En el instituto consiguió los récords personales de 4:43,64 en la carrera de una milla; de 2:07,35 en la carrera de 800 metros y de 4:26,39 en los 1500 metros. Fue la corredora del año en atletismo para chicas del premio Iowa Gatorade 2011 y la corredora del año en cross para chicas del premio Iowa Gatorade 2010. Consiguió ocho coronas de los Drake Relays, además de obtener el título de "Drake Relays Outstanding Female High School Performer" por ser la primera atleta femenina de un instituto en ganar tres pruebas en un año. Houlihan se graduó en East en 2011.
Houlihan estudió en la Universidad Estatal de Arizona. Fue campeona de la NCAA en 2014 en los 1500 metros en la Universidad Estatal de Arizona como júnior. Fue la primera estudiante de la Universidad Estatal de Arizona en ganar un título nacional individual en los 1500 al aire libre.
Houlihan fue 12 veces All-American de la División I de la NCAA, la segunda en la historia de Arizona State, y campeona de pista de la NCAA. Tiene los récords escolares de los Sun Devils de Arizona State en los 800 metros, 1500 metros, una milla y 3000 metros.
Houlihan comenzó a competir para Nike y el Bowerman Track Club bajo la dirección del entrenador Jerry Schumacher en 2015. Fue una de las siete mujeres entrenadas por Schumacher que llegaron a los Juegos Olímpicos de Río de Janeiro 2016. Houlihan dijo de sus compañeras: "Después de ver a todas mis compañeras llegar al equipo, sabía que yo podía hacer lo mismo. La preliminar me pareció muy fácil y me dio mucha confianza para llegar a la final. Pensaba que la final sería mucho más rápida, pero sabía que estaba en forma y era capaz de aguantar un ritmo rápido". También declaró: "Es increíble tener compañeros de equipo que me empujen cada día. Es algo que nunca había tenido antes. Incluso eso me ha puesto por encima de lo que he hecho antes. Obviamente, tomé la decisión correcta para mí".
Houlihan se clasificó para el Campeonato de la Asociación Atlética de América del Norte, Centroamérica y el Caribe de 2014 Sub-23 (NACAC Sub-23), celebrado en Kamloops, en la Columbia Británica de Canadá, donde ganó el oro en los 800 metros con un tiempo de 2:03 minutos exactos, por delante de Rachel Francois y Jenna Westaway.
Houlihan se clasificó para los Juegos Olímpicos de Río de Janeiro en el verano de 2016 en los 5000 metros femeninos tras quedar segunda en las pruebas de Estados Unidos por detrás de Molly Huddle. Al terminar la carrera, Houlihan lloró y dijo sobre el momento: "He estado trabajando para ese momento toda mi vida y que todo se haya juntado y sucedido ha sido una de las experiencias más increíbles de mi vida". Houlihan quedó cuarta en su serie preliminar de los 5000 metros, lo que la clasificó para la final. Houlihan quedó undécima en la final, con un tiempo de 15:08,89 minutos, siendo la estadounidense mejor clasificada.
Houlihan se clasificó para el Campeonato Mundial de Atletismo de Londres en 2017 en los 5000 metros femeninos tras ganar en dicha categoría en los Campeonatos de Atletismo al Aire Libre de Estados Unidos de 2017. Houlihan corrió 15:00,37 para colocarse tercera en las preliminares, y corrió 15:06,40 minutos para quedar decimotercera en la final.
En el Campeonato Mundial de Atletismo en Pista Cubierta de 2018 de Birmingham, recuperando más de 10 metros en la última vuelta, Houlihan superó a Fantu Worku para colocarse quinta (8:50,38) en la final de 3000 metros, así como cuarta en 4:11,93 en la final de 1500 metros, después de ganar ambos títulos preliminares en los Campeonatos de Atletismo en Pista Cubierta de Estados Unidos de ese año, celebrados en Albuquerque (Nuevo México). Posteriormente, en la Copa Continental de la IAAF, fue segunda en la categoría de 1500 metros, con un tiempo de 4:16,32 minutos.
En el Campeonato Mundial de Atletismo de 2019 de Doha (Catar), Houlihan estableció una marca personal y un nuevo récord estadounidense de 3:54,99 en la final de los 1500 metros, terminando en cuarto lugar.
En 2020, el 10 de julio, en una contrarreloj del Bowerman Track Club, Houlihan batió su propio récord americano en los 5000 metros con un tiempo de 14:23,92, justo por delante de su compañera de equipo Karissa Schweizer, con 14:26,34.
El 11 de junio de 2021, Houlihan recibió una suspensión de cuatro años del deporte debido a que dio positivo por nandrolona, un esteroide anabólico utilizado para aumentar la masa muscular. Houlihan dijo que el resultado positivo podría haberse producido por haber comido carne de cerdo contaminada la noche anterior a la prueba. Houlihan apeló su suspensión ante el TAS, que confirmó la prohibición. El tribunal desestimó la alegación de Houlihan sobre la carne de cerdo contaminada, afirmando que "la explicación presupone una cascada de improbabilidades fácticas y científicas, lo que significa que su probabilidad compuesta es (muy) cercana a cero". Podrá volver a competir a partir del 13 de enero de 2025.

## Resultados

### Por temporada
| Representando a Estados Unidos | Representando a Estados Unidos                    | Representando a Estados Unidos | Representando a Estados Unidos | Representando a Estados Unidos | Representando a Estados Unidos |
| ------------------------------ | ------------------------------------------------- | ------------------------------ | ------------------------------ | ------------------------------ | ------------------------------ |
| Año                            | Competición                                       | Lugar                          | Puesto                         | Modalidad                      | Marca                          |
| 2014                           | NACAC Sub-23                                      | Kamloops                       | 1.ª                            | 800 m                          | 2:03,00 min.                   |
| 2016                           | Liga de Diamante - Prefontaine Classic            | Eugene                         | DNS                            | 1500 m                         | -                              |
| 2016                           | Juegos Olímpicos                                  | Río de Janeiro                 | 11.ª                           | 5000 m                         | 15:08,89 min.                  |
| 2017                           | Liga de Diamante - Prefontaine Classic            | Eugene                         | 11.ª                           | 1500 m                         | 4:06,43 min.                   |
| 2017                           | Liga de Diamante - Herculis                       | Mónaco                         | 8.ª                            | 3000 m                         | 8:37,40 min.                   |
| 2017                           | Campeonato Mundial de Atletismo                   | Londres                        | 13.ª                           | 5000 m                         | 15:06,40 min.                  |
| 2017                           | Liga de Diamante - Müller Grand Prix              | Birmingham                     | 10.ª                           | 1500 m                         | 4:06,22 min.                   |
| 2018                           | Campeonato Mundial de Atletismo en Pista Cubierta | Birmingham                     | 4.ª                            | 1500 m                         | 4:11,93 min.                   |
| 2018                           | Campeonato Mundial de Atletismo en Pista Cubierta | Birmingham                     | 5.ª                            | 3000 m                         | 8:50,38 min.                   |
| 2018                           | Liga de Diamante - Prefontaine Classic            | Eugene                         | 1.ª                            | 1500 m                         | 3:59,06 min.                   |
| 2018                           | Liga de Diamante - Athletissima                   | Lausana                        | 1.ª                            | 1500 m                         | 3:57,34 min.                   |
| 2018                           | Liga de Diamante - Memorial van Damme             | Bruselas                       | 2.ª                            | 1500 m                         | 3:58,94 min.                   |
| 2018                           | Copa Continental de la IAAF                       | Ostrava                        | 2.ª                            | 1500 m                         | 4:16,32 min.                   |
| 2019                           | Liga de Diamante - Prefontaine Classic            | Stanford                       | 3.ª                            | 1500 m                         | 3:59,64 min.                   |
| 2019                           | Campeonato Mundial de Atletismo                   | Doha                           | 4.ª                            | 1500 m                         | 3:54,99 min.                   |

### Mejores marcas
| Disciplina                              | Marca         | Lugar           | Fecha                 |
| --------------------------------------- | ------------- | --------------- | --------------------- |
| 400 metros (exterior)                   | 55,52 s.      | Des Moines      | 21 de mayo de 2011    |
| 800 metros (exterior)                   | 1:59,92 min.  | Azusa           | 9 de julio de 2019    |
| 800 metros (pista cubierta)             | 2:06,27 min.  | College Station | 26 de enero de 2013   |
| 1500 metros (exterior)                  | 3:54,99 min.  | Doha            | 5 de octubre de 2019  |
| 1500 metros (pista cubierta)            | 4:06,21 min.  | Birmingham      | 2 de marzo de 2018    |
| 3000 metros (exterior)                  | 8:37,40 min.  | Mónaco          | 21 de julio de 2017   |
| 3000 metros (pista cubierta)            | 8:26,66 min.  | Boston          | 27 de febrero de 2020 |
| 5000 metros (exterior)                  | 14:23,92 min. | Portland        | 10 de julio de 2020   |
| 5000 metros (pista cubierta)            | 15:06,22 min. | Nueva York      | 20 de febrero de 2016 |
| 4 x 400 metros relevos (exterior)       | 3:37,37 min.  | Tempe           | 6 de abril de 2013    |
| 4 x 400 metros relevos (pista cubierta) | 3:45,83 min.  | College Station | 28 de enero de 2012   |